# Dwarspriel

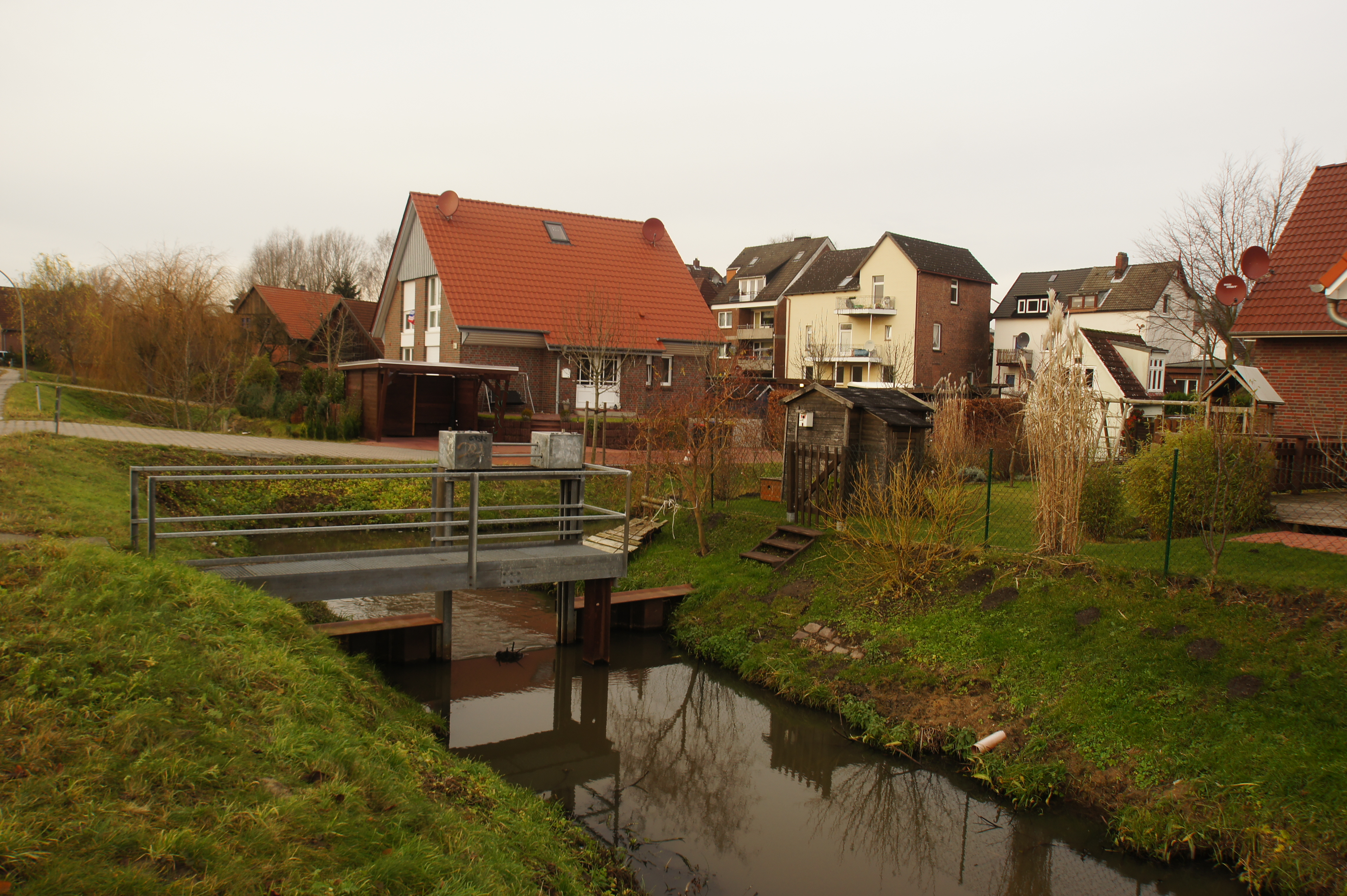
Resclosa de desguàs al lloc dit Ploot

El Dwarspriel és un wetering al barri de Finkenwerder a l'estat d'Hamburg. Segueix el curs d'un antic priel que connecta a ambdós extrems amb el Finkenwerder Fleet al lloc dit Ploot a la riba esquerra de l'Elba.
El seu nom baix alemany significa priel transversal, ja que fa una connexió transversal del Finkenwerder Fleet. Segueix el lloc dit Ploot, un mot baix alemany que significa banc de sorra que amb marea baixa queda sec. L'al·luvió i l'endigament poden fer que un ploot s'assequi permanentment. Sovint, s'apregonen aleshores els priels naturals per a facilitar el desguàs i s'aprofita del llot per a alçar i adobar la terra de conreu.
El paisatge al marge de l'Elba entre les elevacions del geest era un arxipèlag d'illes i bancs, creuat per priels, dels quals la forma i el curs es canviaven després de cada marejada forta. L'home, en construir dics i assecar pòlders va alentir aquest procés natural. Però la marejada de 1962 va mostrar els límits humans.

## Galeria

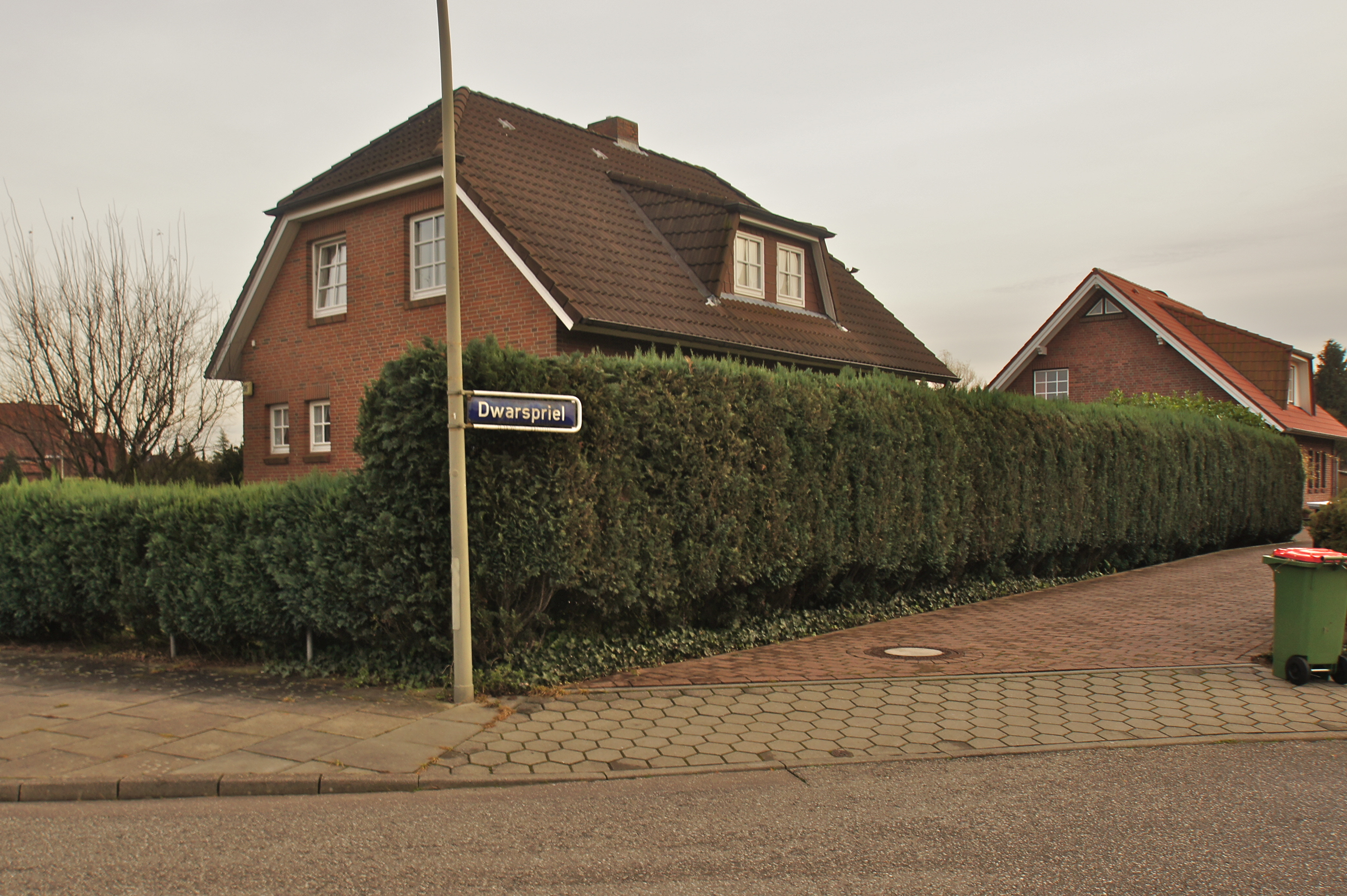
Rètol “Dwarspriel”
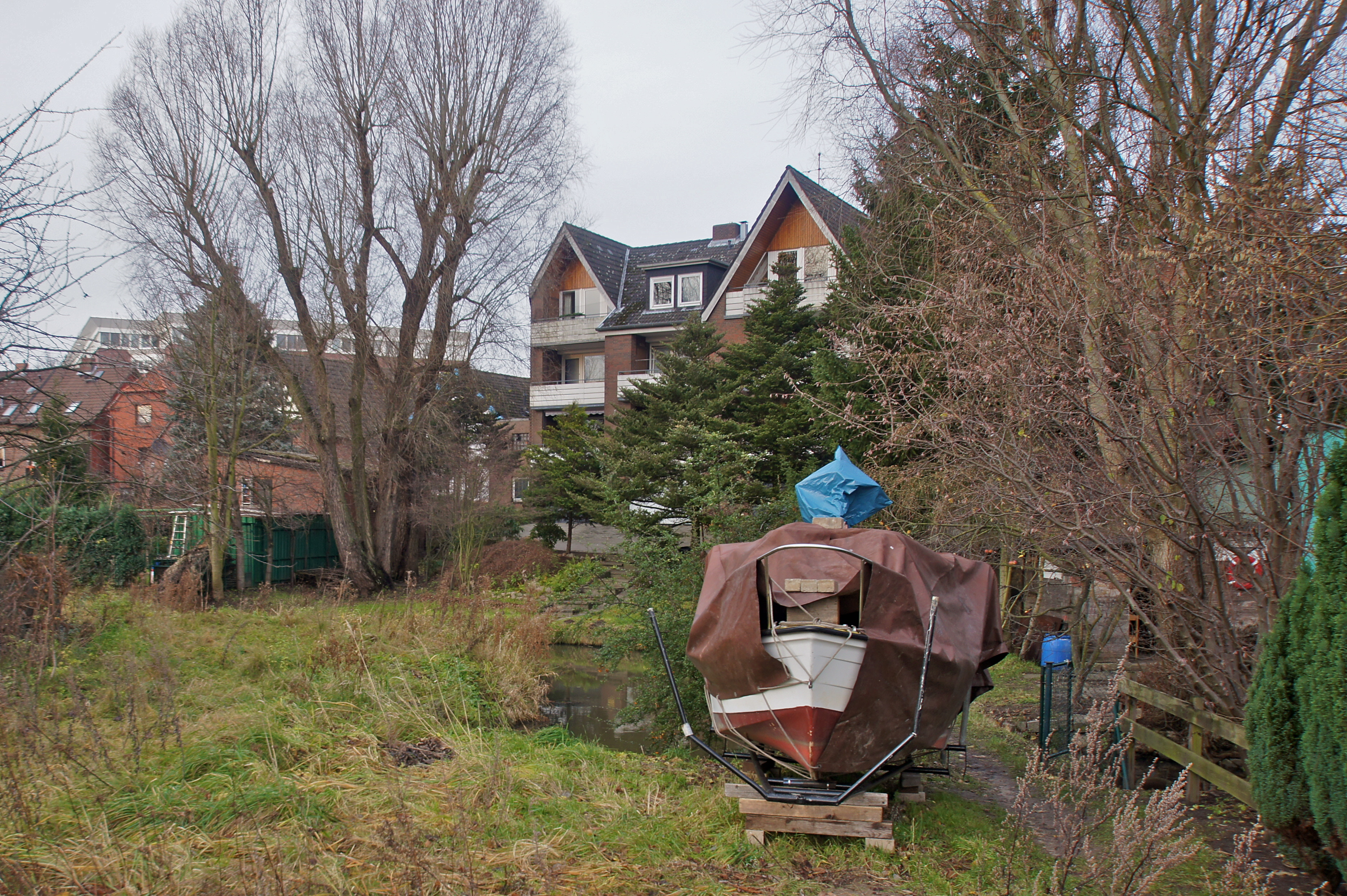
Una barca al sec de la riba del priel
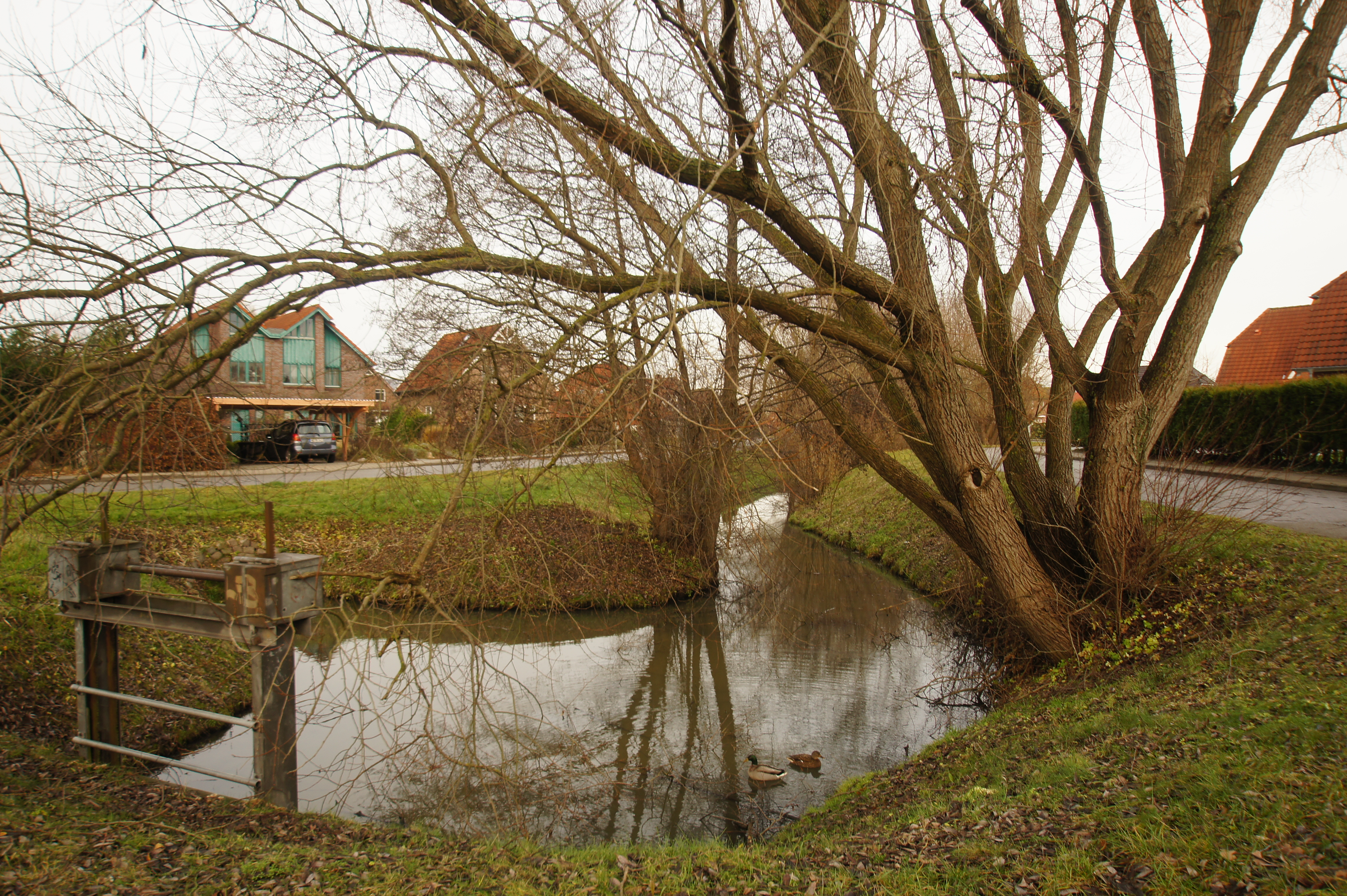
La resclosa de desguàs vers el Finkenwerder Fleet a la punta sud
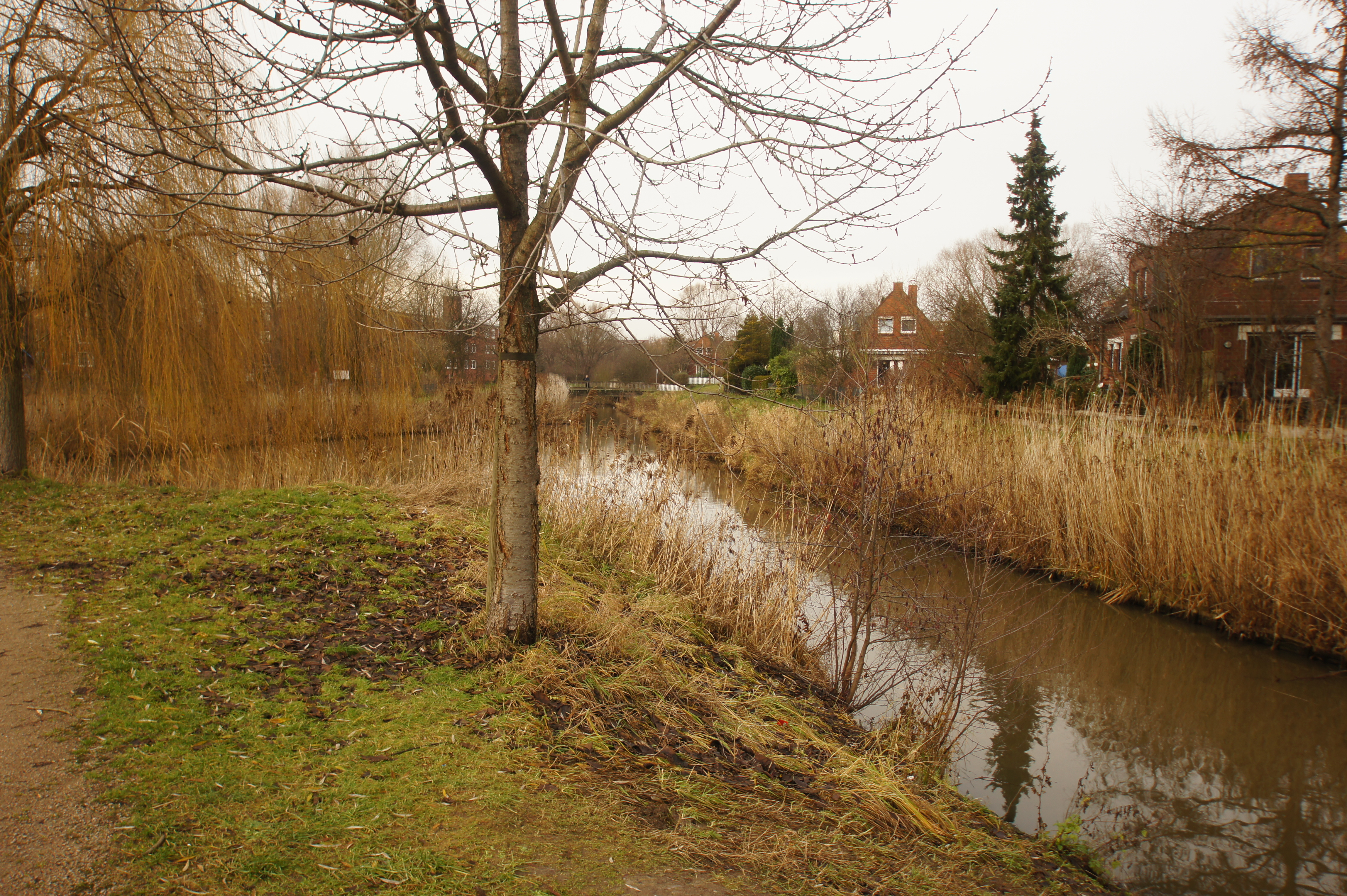
El lloc al qual el Dwarspriel entubat desguassa al Finkenwerder Fleet